# Ermita de la Mare de Déu de la Guardiola
L'ermita de la Mare de Déu de la Guardiola és una església de la Sentiu de Sió (Noguera) inclosa a l'Inventari del Patrimoni Arquitectònic de Catalunya.

## Descripció
L'ermita de la Mare de Déu de la Guardiola és una petita capella de planta quadrada, realitzada amb maó i completament arrebossada. A la façana hi ha un porxo amb teulada a doble vessant.

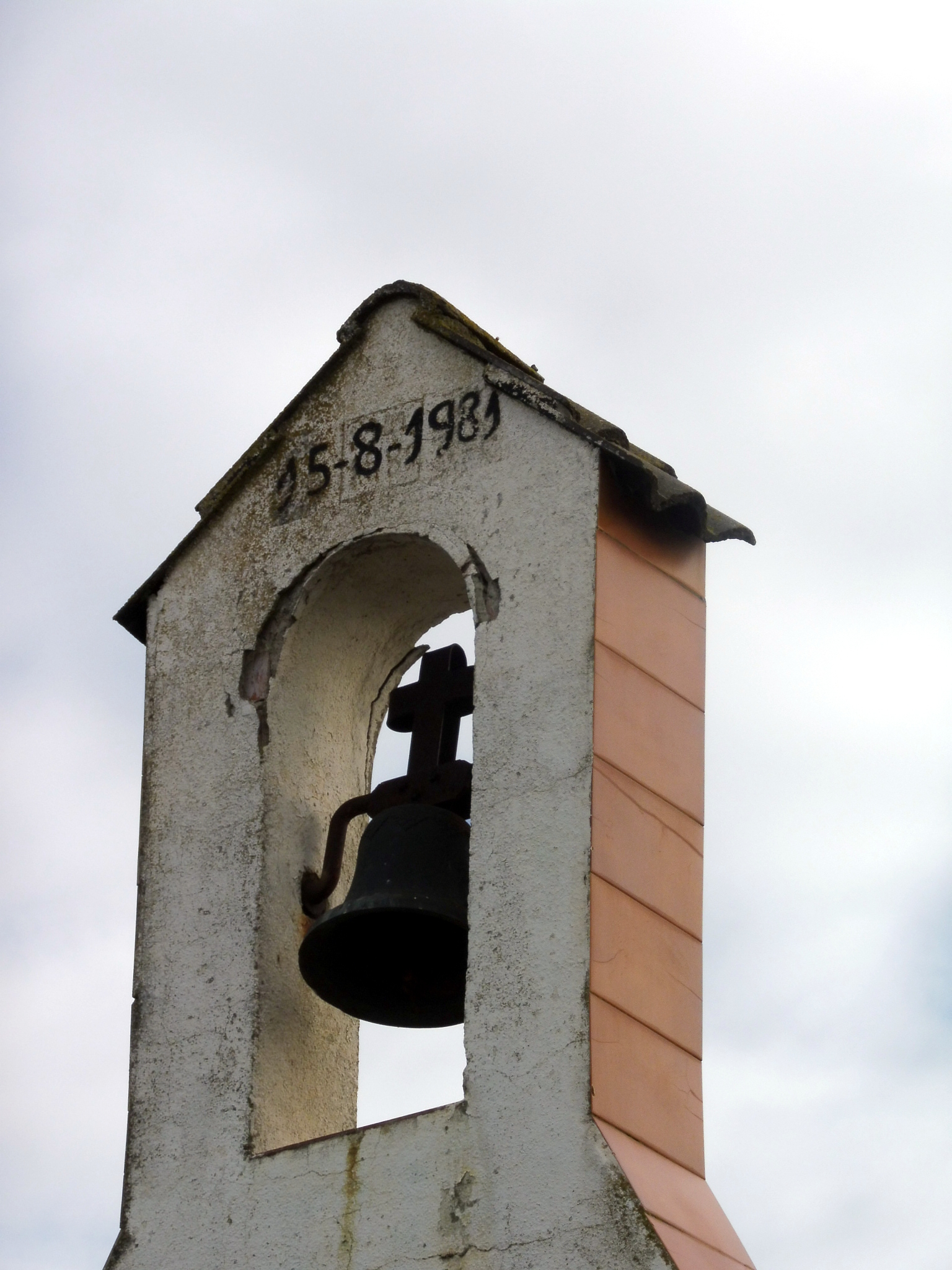
Detall de l'espadanya

 A la cara central hi ha un gran arc, per on s'accedeix a l'interior, a través d'una porta de forma rectangular; les bigues són de fusta, la façana és bastant més elevada que les altres parets, al final s'aixeca una petita espadanya amb una campaneta. L'interior de l'ermita és molt reduït, tan sols hi ha l'essencial.
S'hi pot anar per la carretera-pista, en bon estat, que es deriva del km 2,2 de la carretera LV-3025 (d'Agramunt a la Sentiu).

## Història
L'ermita de la Mare de Déu es començà a construir l'any 1981, en un lloc on temps enrere hi havia hagut una ermita, que fou destruïda durant la guerra civil. L'actual ermita s'ha començat des dels fonaments. Es realitzà amb l'ajuda de tots els veïns del poble.
Dos dies a l'any la gent del poble puja a l'ermita de forma col·lectiva: el dilluns de Pasqua (primera pasqua) i el 15 d'agost, data en què fou consagrada.